# Muscolo retto femorale
Nell'anatomia umana il muscolo retto femorale è un muscolo che fa parte dei muscoli anteriori della coscia, ed è uno dei 4 muscoli del quadricipite femorale, essendo il più voluminoso. Origina dalla spina iliaca anteriore inferiore, si inserisce nella rugosità tibiale (con gli altri tre fasci).

## Anatomia
Si trova fra il muscolo vasto laterale ed il muscolo sartorio.
Gli altri muscoli che compongono il muscolo quadricipite femorale sono:
- muscolo vasto laterale
- muscolo vasto intermedio
- muscolo vasto mediale

## Innervazione
I neuroni per la contrazione volontaria della coscia hanno origine vicino alla sommità del lato mediale del giro precentrale (l'area motoria primaria del cervello). Questi neuroni inviano un segnale nervoso che viene trasportato dal tratto corticospinale lungo il tronco encefalico e il midollo spinale. Il segnale inizia con i motoneuroni superiori che trasportano il segnale dal giro precentrale verso il basso attraverso la capsula interna, attraverso il peduncolo cerebrale e nel midollo. Nella piramide midollare, il tratto corticospinale decussa e diventa il tratto corticospinale laterale.
Il segnale nervoso continuerà lungo il tratto corticospinale laterale fino a raggiungere il nervo spinale L4. A questo punto, il segnale nervoso sinapse dai motoneuroni superiori ai motoneuroni inferiori. Il segnale viaggerà attraverso la radice anteriore di L4 e nei rami anteriori del nervo L4, lasciando il midollo spinale attraverso il plesso lombare. La divisione posteriore della radice L4 è il nervo femorale. Il nervo femorale innerva il quadricipite femorale. Quando il retto femorale riceve il segnale, si contrae estendendo il ginocchio e flettendo la coscia sull'anca.

## Funzioni
Grazie alla sua azione flette la coscia sull'anca ed estende la gamba sulla coscia, è quindi di importanza essenziale per la deambulazione e per il mantenimento della stazione eretta. È un muscolo estensore.
Il retto femorale, il sartorio e il muscolo ileopsoas sono i flessori della coscia all'anca. Il retto femorale è un flessore dell'anca più debole quando il ginocchio è esteso perché è già accorciato e quindi soffre di insufficienza attiva; l'azione recluterà più iliaco, psoas major, tensor fasciae latae e i restanti flessori dell'anca rispetto al retto femorale.
Allo stesso modo, il retto femorale non è dominante nell'estensione del ginocchio quando l'anca è flessa poiché è già accorciata e quindi soffre di insufficienza attiva. In sostanza: l'azione di estendere il ginocchio da una posizione seduta è principalmente guidata dal vasto laterale, vasto mediale e vasto intermedio, e meno dal retto femorale.
Nell'altro estremo, la capacità del muscolo di flettere l'anca ed estendere il ginocchio può essere compromessa in una posizione di estensione dell'anca e flessione del ginocchio, a causa dell'insufficienza passiva.
Il retto femorale è un antagonista diretto dei muscoli posteriori della coscia, dell'anca e del ginocchio.